# Kanō Tsunenobu
Kanō Tsunenobu (狩野 常信) (surnom : Ukon, noms de pinceau : Yoboku, Seihakusai, Kosensō, Kōkensai, Shibiō, Kanunshi, Bokusai, Kōcho-Sanjin, Rōgōken, Sen-Oku) est un peintre japonais des XVIIe – XVIIIe siècles qui fait partie de l'École Kanō. Né en 1636, il meurt en 1713.

## Biographie
Kanō Tsunenobu est disciple de son père Kanō Naonobu. Plus tard, il prend la succession de l'atelier Kanō de Kobiki-chō à Edo. En décembre 1709, il exécute la décoration des portes à glissière du palais impérial d'Edo. Il est attaché comme peintre au palais impérial Sentō (palais de l'empereur retiré). Sa dépouille repose au Honmon-ji, un temple de la région d'Ikegami.
Le fils de Tsunenobu, Kanō Minenobu (1662-1708), s'est séparé de sa propre lignée pour fonder à Edo une quatrième branche de l'école Kanō, la branche Hamano.

Exemple d’œuvres
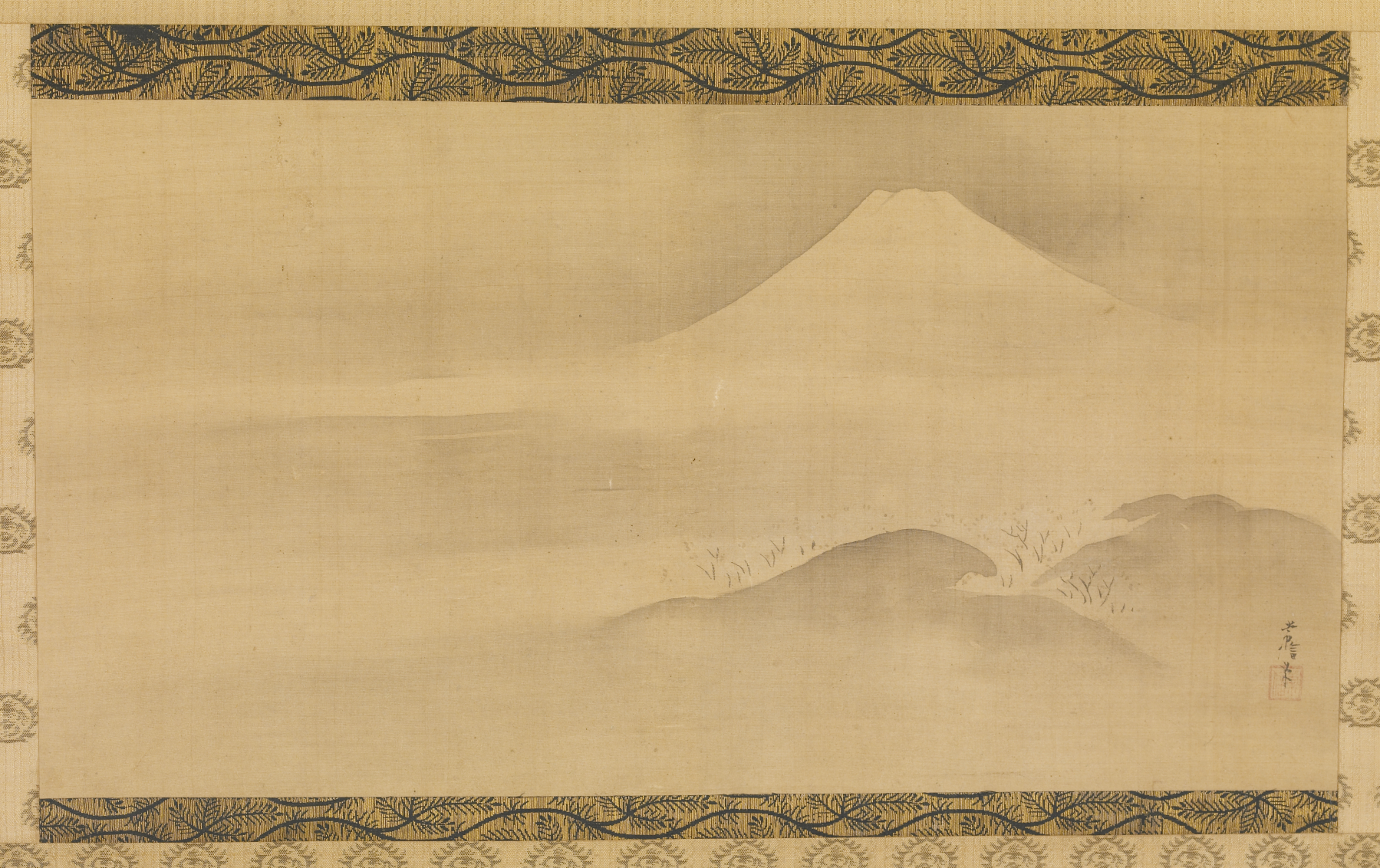
MOnt Fuji au printemps, Walters Art Museum.
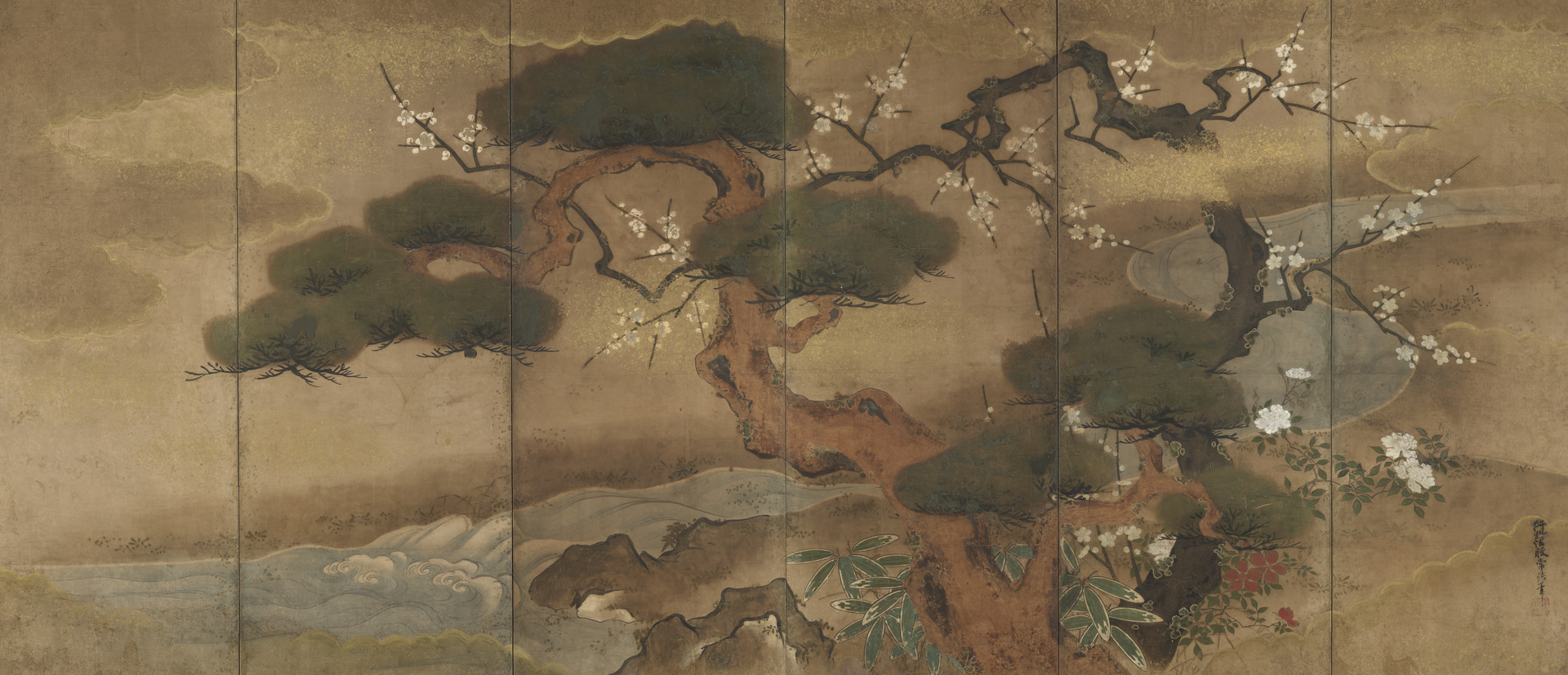
en six panneaux, Yale University Art Gallery.
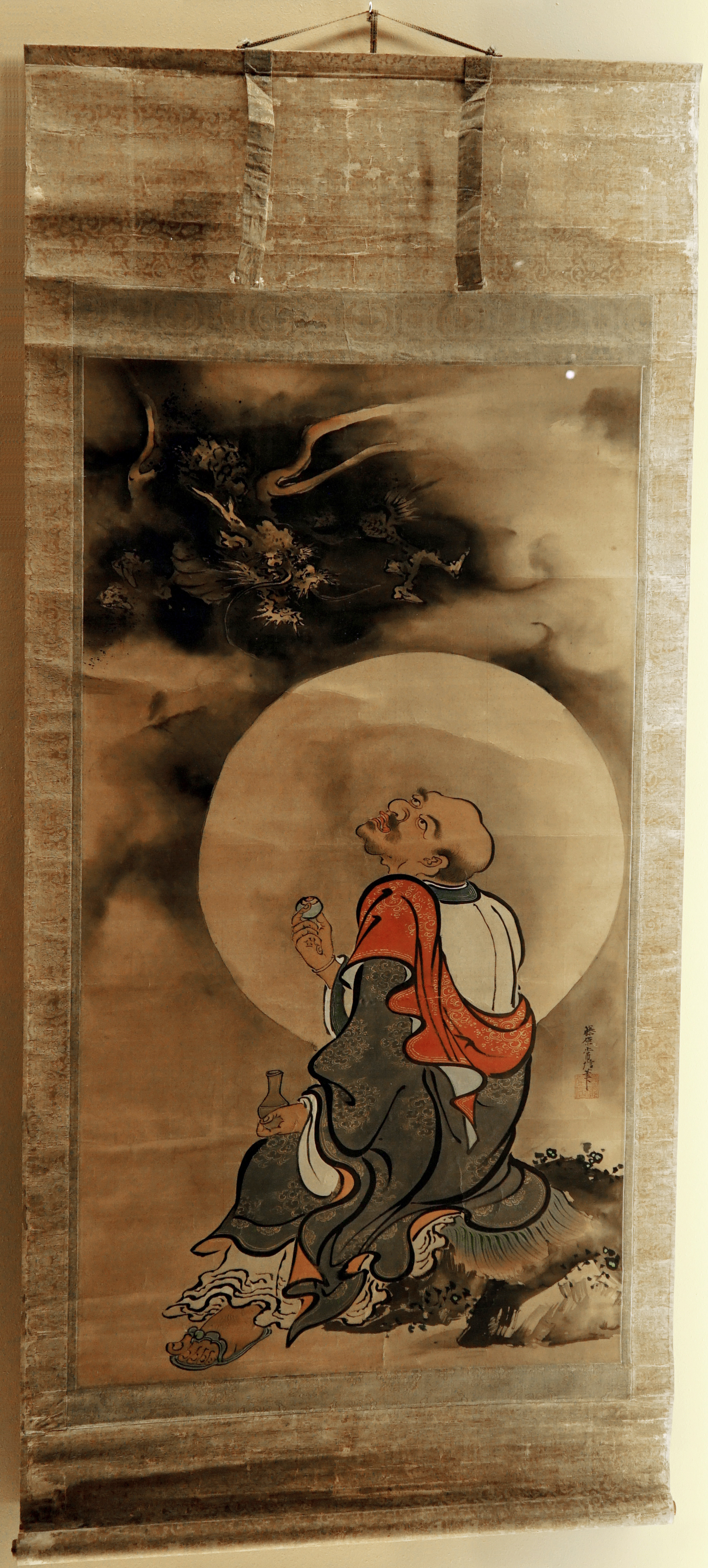
Hankana Sonja, un disciple de Bouddha, musée Saint-Remi de Reims.